# Ribeiro Cardoso
Albino Ribeiro Cardoso (Porto, 16 de Maio de 1945 - Lisboa, 23 de Março de 2023) foi um jornalista português.
Licenciado em Filologia Germânica pela Faculdade de Letras da Universidade de Lisboa, iniciou a carreira profissional em 1971 no Diário de Lisboa, de onde saiu em 1988. Foi sócio-fundador do semanário O Jornal, redactor-fundador de O Diário e redactor do Europeu. Entre 1981 e 1987 foi director da edição portuguesa da revista cubana Prisma.
De Outubro de 1989 a Julho de 1992 integrou o quadro redactorial do semanário Comércio de Macau, de que foi diretor-adjunto. Permaneceu naquele território até Julho de 1993 como "free-lancer" e correspondente do Jornal do Notícias e da RDP para a Ásia. Regressado a Portugal foi, até Fevereiro de 1996, redactor do semanário Tal & Qual e director do Gabinete de Projectos Especiais da TV Guia Editora, onde dirigiu as revistas Rua Sésamo e TV Guia Internacional. Entre 2004 e 2008 foi o editor da revista Autores, da SPA
Foi membro do Conselho de Imprensa, eleito pelos jornalistas, entre 1977 e 1981, presidente do Conselho Técnico e de Deontologia (1981 /83) e vice-presidente da Direcção do Sindicato dos Jornalistas (1987/89). No biénio 87/89 foi ainda vice-presidente da OIJ- Organização Internacional de Jornalistas. Em Macau foi sócio-fundador do Clube de Jornalistas Luso-Chinês, do qual veio a ser vice-presidente da Direcção e Presidente da Assembleia Geral.
Como produtor independente de televisão assinou, para a RTP, duas séries de filmes-reportagens sobre crianças fugidas de casa, com a designação genérica De Casa de Seus Pais Desapareceu — seis filmes em 1979, em co-autoria com José Jorge Letria e Nuno Gomes dos Santos, e três em 1987, individualmente. Com um destes filmes, O Pinta do Intendente, ganhou o Prémio Gazeta, do Clube de Jornalistas, para a melhor reportagem de televisão do ano de 1987, bem como o Prémio Especial de Televisão, instituído pela McCan Erickson.
Em 1988, juntamente com Carlos Narciso e Paulo Dentinho, integrou uma equipa da RTP que assinou uma série de 13 programas intitulada Portugueses de Sucesso. Em Macau, em 1993, foi autor e apresentador do "talk-show" Frente a Frente, que a TDM teve no ar durante três meses. Em 1995, foi co-autor, com Rogério Beltrão Coelho, do filme Exílio Dourado em Macau, realizado por Manuel Tomás e exibido pela TDM, uma curta-metragem de 57 minutos que aborda o quotidiano dos portugueses em Macau.
Foi também co-autor, com José Jorge Letria e Carlos do Carmo, do programa televisivo Carlos do Carmo, que a RTPI emitiu durante 26 semanas, de Outubro de 97 a Abril de 98.
Faleceu em Lisboa em 23 de Março de 2023, aos 77 anos.